# Bitwa pod Kolinem
Bitwa pod Kolinem – starcie zbrojne pomiędzy Prusakami i Austriakami, które miało miejsce 18 czerwca 1757 w trakcie wojny siedmioletniej i przesądziło o losie kampanii tego roku. 
Założeniem  Fryderyka II Wielkiego w tej kampanii było pokonanie Austrii i skupienie się na wojnie z Francją i Rosją. Jego przeciwnikiem był feldmarszałek austriacki Leopold von Daun dowodzący ponad 50-tysięczną armią, będącą ostatnią szansą dla oblężonych w Pradze żołnierzy austriackich, których od wyczerpania zapasów dzieliło zaledwie kilka dni.

## Strategia dowódców
Von Daun otrzymał od cesarzowej Marii Teresy zadanie przyjścia z odsieczą wojskom odizolowanym w Pradze i uratowania Czech dla Habsburgów. Choć feldmarszałek zwlekał z jego wykonaniem (otrzymał je na początku czerwca), zdecydował się stoczyć bitwę obronną, będącą częścią strategicznej ofensywy. Znając ofensywne nastawienie króla Prus liczył na to, że uda mu się jak najbardziej odciągnąć Fryderyka II od Pragi i tym samym maksymalnie uszczuplić siły oblegające miasto. Dla zapobieżenia austriackiej odsieczy król pruski zmuszony był podzielić swą armię i zdecydować się po raz pierwszy na zaatakowanie silniejszego liczebnie przeciwnika. Zostawił pod Pragą 50 tysięcy wojsk równoważących siły austriackiego garnizonu, zaś sam zabrał ze sobą 30 tysięcy, (myląc się w oszacowaniu liczebności wrogiej armii, ocenianej najwyżej na 40 tysięcy), kierując się postanowił skierować się w kierunku Kolina.

## Bitwa i błędy Fryderyka
Był to jeden z głównych błędów zwycięzcy spod Pragi, który ze swymi 33–35 tysiącami najlepszych żołnierzy w Europie stanął naprzeciw znacznie liczniejszej armii von Dauna. Fryderyk II postanowił zastosować taktykę podobną jak pod Pragą. Zamierzał uderzyć na prawe skrzydło austriackie i zrolować jego siły w kierunku zachodnim, spychając je w kierunku rzeczki Beczvarki. Von Daun znał przebieg bitwy praskiej, więc mimo iż nie spodziewał się ataku na tym kierunku, przewidział skutek manewrów przeciwnika. Wojskom austriackim udało się tym razem na czas zająć pozycje i powstrzymać przeciwnika. W dość wyrównanym starciu przewaga liczebna wojsk von Dauna ostatecznie przechyliła szalę zwycięstwa na jego korzyść. Rozstrzygająca okazała się szarża jazdy austriackiej, rozpoczęta nagłym atakiem szwoleżerów posiłkowego korpusu sasko-polskiego, z okrzykiem „za Strzegom!” (tj. za klęskę w bitwie pod Dobromierzem), którzy pociągnęli za sobą resztę kawalerii. 
Przyczyny porażki Fryderyka II upatruje się w błędnym ustaleniu miejsca bitwy, gdy pozostając bliżej Pragi mógłby wykorzystać w boju więcej żołnierzy. Także w taktycznej koncepcji króla, nie doceniającego siły ognia swej armii i kierującego żołnierzy do natarcia bez prowadzenia ognia w marszu i wprost do walki na bagnety. Natomiast umiejętnie wykorzystana artyleria austriacka przyczyniła się poważnie do powstrzymania pruskich ataków.

## Znaczenie
Znaczenie bitwy pod Kolinem okazało się doniosłe, ponieważ wymusiło na Fryderyku II zwinięcie obozu pod Pragą, skutkując uwolnieniem niemal głodujących żołnierzy jej garnizonu. W razie zwycięstwa króla Prus unicestwiona byłaby ostatnia siła zbrojna zdolna ocalić Pragę, co miałoby decydujący wpływ na traktat pokojowy z Austrią, lecz przypuszczalnie mogłoby też skrócić czas trwania wojny siedmioletniej.
Rewanż za tę porażkę wziął Fryderyk II podczas bitwy pod Lutynią, kiedy 35-tysięczną armią rozgromił 80 tysięcy Austriaków pod dowództwem von Dauna i księcia Karola Lotaryńskiego.

### Order Marii Teresy
Po bitwie pod Kolinem cesarzowa Maria Teresa ustanowiła order wojskowy swego imienia. Pierwszym odznaczonym był zwycięski dowódca von Daun. Wśród odznaczonych wówczas oficerów armii austriackiej znajdował się także Polak – major kirasjerów Sylwiusz Aleksander Bojanowski.